# Bundesverband Großhandel, Außenhandel, Dienstleistungen

Logo des BGA

Der Bundesverband Großhandel, Außenhandel, Dienstleistungen e. V. (BGA) ist ein deutscher Dachverband von Verbänden dieser Branchenzweige mit Sitz in Berlin. Er wurde am 29. März 1949 von Vertretern aus 40 Verbänden als Gesamtverband des Deutschen Groß- und Außenhandels gegründet und trug auch die Bezeichnung Bundesverband des Deutschen Groß- und Außenhandels. Heute hat er knapp 60 Mitgliedsverbände und vertritt rund 139.000 Unternehmen mit einem Umsatz von rund 1700 Milliarden Euro.
Er vertritt die Interessen des deutschen Groß- und Außenhandels und des Bereichs Dienstleistungen. Der BGA gehört zu den deutschen Spitzenverbänden und lobbyiert für seine Mitglieder in berufsständischen, wirtschaftspolitischen und sozialpolitischen Fragen.

## Präsidium
An der Spitze des Verbands steht das Präsidium mit einem Präsidenten. Dieses Amt hatten seit 1949 folgende Personen inne:
- Dirk Jandura (seit Oktober 2021)[2]
- Anton F. Börner (Oktober 2020 – Oktober 2021)[3]
- Ines Kitzing (interim Juni 2020 bis Oktober 2020)
- Holger Bingmann (September 2017 bis Anfang Juni 2020)[4]
- Anton F. Börner (2000–2017)
- Michael Fuchs (1992–2001)
- Klaus Richter (1984–1992)
- Hans Hartwig (1977–1984)
- Fritz Dietz (1963–1977)
- Otto Fricke und Konsul Fritz Dietz (1952–1962)
- Kurt Rohde und Robert Margulies (1949–1951)

## Hauptgeschäftsführung
Das operative Geschäft wird durch die Hauptgeschäftsführung geleitet. Aktueller Hauptgeschäftsführer des BGA ist Antonin Finkelnburg.

## Mitgliedsverbände
Dem BGA sind 23 Landes- und Regionalverbände untergeordnet und 49 Bundesfachverbände als Mitgliedsverbände angeschlossen.
Dabei werden die Fachverbände in vier Gruppen unterteilt:
- Verbände des Produktionsverbindungshandels
- Verbände des Konsumgütergroßhandels (Fertigwaren, Food, Nonfood)
- Verbände des Großhandels mit Ernährungs- und Agrargütern und
- Außenhandelsverbände

Der BGA ist Mitglied des Europäischen Außenhandelsverbandes CITHA, bei EuroCommerce, dem EU-weiten Handelsverband mit Sitz in Brüssel, sowie im Gemeinschaftsausschuss der Deutschen Gewerblichen Wirtschaft. Außerdem ist der BGA unter anderem gemeinsam mit anderen Spitzenverbänden der deutschen Wirtschaft Trägerverband der Regionalinitiativen APA (Asien-Pazifik-Ausschuss der Deutschen Wirtschaft), NMI (Nordafrika Mittelost Initiative der Deutschen Wirtschaft), LAI (Latein-Amerika-Initiative der deutschen Wirtschaft), TBI (Transatlantic Business Initiative) und Mitglied weiterer Gremien auf deutscher, europäischer und internationaler Ebene.

## Positionen
Gemäß dem Präsidenten des BGAs, Jandura, sei das 2024 beschlossene europäische Lieferkettengesetz kein Sieg für die Menschenrechte, sondern ein Sieg für die Bürokratie.